# Agananuru
| Sangam-Literatur |
| --- |
| Ettuttogai („acht Anthologien“) |
| - Natrinai - Kurundogai - Aingurunuru - Paditruppattu - Paripadal - Kalittogai - Agananuru - Purananuru                                                                             |
| Pattuppattu („zehn Gesänge“) |
| - Tirumurugatruppadai - Porunaratruppadai - Sirupanatruppadai - Perumbanatruppadai - Mullaippattu - Maduraikkanchi - Nedunalvadai - Kurinchippattu - Pattinappalai - Malaipadukadam |

Das Agananuru (Tamil: அகநானூறு Akanāṉūṟu [ˈaɦən̪aːnuːrɯ] „vierhundert [Gedichte] über agam (Liebe)“) ist ein Werk der alttamilischen Sangam-Literatur. Es handelt sich um eine Anthologie von 400 langen Liebesgedichten. Innerhalb der Sangam-Literatur gehört es zur Gruppe der „acht Anthologien“ (Ettuttogai).

## Formale Aspekte
Von den zwei Genres der Sangam-Literatur (Liebes- und Heldendichtung) vertritt das Agananuru das Genre der Liebesdichtung (agam). Die 400 Gedichte des Agananuru sind, wie der Großteil des Sangam-Korpus, im Agaval-Metrum verfasst und haben eine Länge von 13 bis 31 Zeilen. Traditionell wird der Text in drei Bücher eingeteilt: Die Gedichte 1–120 unter dem Titel Kalitriyanainirai (களிற்றியானைநிரை Kaḷiṟṟiyāṉainirai, „Herde von Elefantenbullen“) zusammengefasst, 121–300 als Manimidaipavalam (மணிமிடைபவளம் Maṇimiṭaipavaḷam, „Korallen mit eingesetzten Edelsteien“) und 301–400 als Nittilakkovai (நித்திலக்கோவை Nittilakkōvai, „Perlenkette“). Die Gedichte sind einem komplizierten Prinzip folgend nach dem alttamilischen Konzept der fünf tinais – Liebessituationen, die jeweils mit einem bestimmten Landschaftstyp assoziiert werden – geordnet. Alle Gedichte mit ungeraden Nummern (1, 3, 5, 7 usw.) behandeln die Wüste (palai), Gedichte mit den Nummern 2, 8, 12, 18 etc. die Berglandschaft (kurinji), Gedichte mit den Nummern 4, 14, 24, 34 etc. das Weideland (mullai), Gedichte mit den Nummern 6, 16, 26, 36 etc. das Ackerland (marudam) und Gedichte mit den Nummern 10, 20, 30, 40 etc. die Küste (neydal). Die Gedichte des Agananuru werden 145 verschiedenen Dichtern zugeschrieben, drei Gedichte sind anonym. Dem Werk vorangestellt ist ein Einleitungsvers mit einer Anrufung des Gottes Shiva.
Innerhalb der acht Anthologien bildet das Agananuru zusammen mit dem Kurundogai und dem Natrinai eine Gruppe von Liebes-Anthologien mit jeweils 400 Gedichten. Im Agananuru sind dabei lange Gedichte gesammelt, während das Kurundogai kurze und das Natrinai mittellange Gedichte enthält.

## Datierung
Die Gedichte des Agananuru werden anhand inhaltlicher und sprachlicher Kriterien zur ältesten Schicht der Sangam-Literatur gerechnet. Die absolute Chronologie der Texte ist nicht sicher, doch wird für die meisten Gedichte des Agananuru ein Entstehungszeitraum zwischen dem 1. und 3. Jahrhundert n. Chr. vorgeschlagen. Das Agananuru enthält aber auch viele Gedichte, die offenbar später entstanden sind. Einige Jahrhunderte nach ihrer Entstehung wurden die ursprünglich mündlich überlieferten Einzelgedichte zu einer Anthologie zusammengefasst.

## Textbeispiel
„ஆடமைக் குயின்ற வவிர்துளை மருங்கில்

கோடை யவ்வளி குழலிசை யாகப்

பாடி னருவிப் பனிநீ ரின்னிசைத்

தோடமை முழவின் துதைகுர லாகக்

கணக்கலை யிகுக்கும கடுங்குரல் தூம்பொடு

மலைப்பூஞ் சாரல் வண்டியா ழாக

இன்ப லிமிழிசை கேட்டுக் கலிசிறந்து

மந்தி நல்லவை மருள்வன நோக்கக்

கழைவள ரடுக்கத் தியலியா டும்மயில்

நனவுப்புகு விறலியில் தோன்றும் நாடன்

உருவ வல்வில் பற்றி யம்புதெரிந்து

செருச்செய் யானை சென்னெறி வினாஅய்

புலர்குர லேனற் புழையுடை யொருசிறை

மலர்தார் மார்பன் நின்றோற் கண்டோர்

பலர்தில் வாழி தோழி யவருள்

ஆரிருட் கங்குல் அணையொடு பொருந்தி

ஓரியா னாகுவ தெவன்கொல்

நீர்வார் கண்ணொடு நெகிழ்தோ ளேனே.“

„Āṭ’ amai kuyiṉṟa avir tuḷai maruṅkil

kōṭai av aḷi kuḻal icai āka

pāṭ’ iṉ aruvi paṉi nīr iṉ icai

tōṭ’ amai muḻaviṉ tutai kural āka

kaṇa kalai ikukkum kaṭuṅ kural tūmpoṭu

malai pūñ cāral vaṇṭi yāḻ āka

iṉ pal imiḻ icai kēṭṭu kali ciṟantu

manti nal avai maruḷvaṉa nōkka

kaḻai vaḷar aṭukkatt’ iyali āṭum mayil

naṉavu puku viṟaliyil tōṉṟum nāṭaṉ

uruva val vil paṟṟi ampu terintu

ceruc ey yāṉai cel neṟi viṉāay

pular kural ēnal puḻaiyuṭai oru ciṟai

malar tār mārpaṉ niṉṟōṟ kaṇṭōr

palar til vāḻi tōḻi avaruḷ

ār iruḷ kaṅkul aṇaiyoṭu porunti

ōr yāṉ ākuvat’ evaṉkol

nīr vār kaṇṇoṭu nekiḻ toḷēṉē.“

„In seinem Land spielt der Westwind Flöte

in den Löchern wehender Bambusrohre.

Das kühle Wasser des tosenden Wasserfalls

klingt wie der tiefe Ton von Trommeln.

Das Röhren der Hirschherden dient als Oboe

und die Bienen der blühenden Berghänge sind die Laute.

Durch diese vielen Klängen freudig erregt

schaut eine Horde von Affen staunend zu,

während in den bambusbewachsenen Bergen ein tanzender Pfau

wie eine Tänzerin auf die Bühne tritt.

– Er, mit dem Blumenkranz auf der Brust,

hatte seinen starken Bogen ergriffen und einen Pfeil gewählt,

und am Tor des Hirsefeldes mit den reifen Halmen stehend

fragte er nach dem Weg des Elefanten, den er jagte.

Viele sahen ihn dabei. Doch warum,

o Freundin, bin nur ich es unter ihnen,

die in tiefster Nacht im Bett liegt,

die Augen voller Tränen, die Arme immer dünner?“